# Taishun
Taishun léase Tái-Shuén (en chino simplificado, 泰顺县; pinyin, Tàishùn xiàn) es un condado bajo la administración directa de la ciudad-prefectura de Wenzhou. Se ubica en la provincia de Zhejiang, este de la República Popular China. Su área es de 1768 km² y su población total para 2010 fue más de 200 mil habitantes.

## Administración
El condado de Taishun se divide en 19 pueblos que se administran en 12 poblados, 6 villas y 1 villa étnica.

## Toponimia
Taishun se estableció en el tercer año del emperador Jingtai durante la dinastía Ming (1452 calendario gregoriano) y su nombre proviene de la oración "el estado Tai en paz, corazones obedientes".